# 凱瑟琳·傑克森
凱瑟琳·伊瑟·斯庫瑟（英語：Katherine Esther Scruse，1930年5月4日—）是美國音樂世家傑克森家族孩子們的母親。出生於美國阿拉巴馬州的巴伯縣，是父親Prince Albert Screws與母親Martha Mattie Upshaw的女兒。
她有一個妹妹Hattie Scruse。Katherine在兩歲时患过小儿麻痹症，她的腿因此也留下後遺症以至於她行動不便。父親Prince Screws在她四歲那年將姓改為Scruse，隨後家庭移居到印第安納州的蓋瑞。在這裏她認識了約瑟夫·傑克森並成為他的妻子。
凱瑟琳兼职做收银员。在1963年她加入耶和華見證人（Jehovah's Witnesses）教會，宗教信仰成為他生命中的一部分，並影響到她的幾個孩子。
1990年她發表了自傳My Family，書中介紹了她與丈夫早年的生活以及怎樣培養她的孩子們。

## 家族成員
Joseph Jackson與Katherine Jackson有十個孩子，Joseph與Cheryl Terrell還有一個私生女Joh'Vonnie Jackson
- 長女：Maureen Reillette "Rebbie" Jackson（莫林·瑞萊特·「瑞比」·傑克森）：生於1950年5月29日
- 長子：Sigmund Esco "Jackie" Jackson（齊格蒙·艾斯科·「傑基」·傑克森）：生於1951年5月4日
- 次子：Toriano Adaryll "Tito" Jackson（特利亞諾·阿達瑞奧·「狄托」·傑克森）：生於1953年10月15日，逝於2024年9月15日
- 三子：Jermaine La Jaune Jackson（傑曼·拉賈尼·傑克森）：生於1954年12月11日
- 次女：La Toya Yvonne Jackson（拉托亞·伊馮妮·傑克森）：生於1956年5月29日
- 四子雙胞胎哥哥：Marlon David Jackson（馬龍·大衛·傑克森）：生於1957年3月12日
- 四子雙胞胎弟弟：Brandon Jackson（布蘭登·傑克森）：生於1957年3月12日，出生不久即死亡。
- 五子：Michael Joseph Jackson（麥克·約瑟夫·傑克森）：生於1958年8月29日，逝於2009年6月25日
- 六子：Steven Randall "Randy" Jackson（史蒂文·蘭道爾·蘭迪·傑克森）：生於1961年10月29日
- 三女：Janet Damita Jo Jackson（珍娜·達米塔·喬·傑克森）：生於1966年5月16日

## 書籍
- My Family

## 相關鏈接
- 傑克森五人組